# 關愚謙

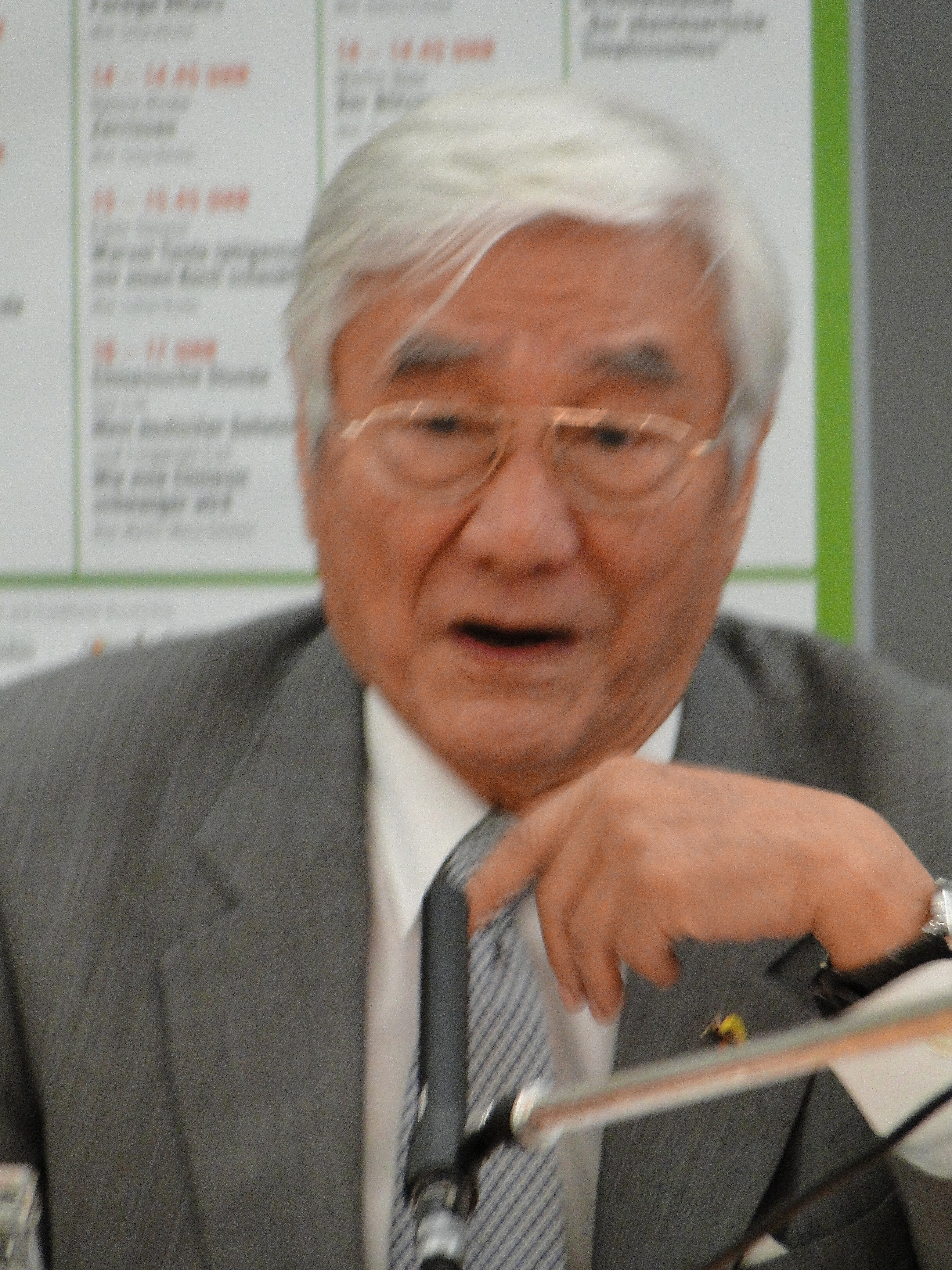

關愚謙（英語：Kuan, Yu-Chien，又拼為，1931年2月18日—2018年11月22日），生於中華民國廣州，於上海成長，旅居德國漢堡，取得德國國籍，為汉堡大学退休讲师，汉堡大学历史专业博士、語言學家、作家及翻譯家。

## 生平
1931年，生于中華民國广州。教授，汉堡大学历史硕士、文学博士、时事评论家、翻译家、作家。1949年以前，在上海读书，毕业于上海市西中学。中華人民共和國成立後，於1949年，报考到北京燕京大学西语系学英语，后被转送到北京外国语学院学习俄语。1953年毕业后，被分配至中央财政部当俄文翻译。1957年被打成右派，1958年下放青海劳动改造。1962年因改造不错，调回北京中国人民保卫世界和平委员会做对外联络工作。1968年文革浩劫时期，为躲避再次挨斗，逃离祖国流浪埃及。1969年国际红十字会帮助关愚谦离开非洲至欧洲联邦德国成为汉堡大学学生， 1977年获文学博士。德国汉堡大学中国语言文学系刘茂才教授看中关愚谦，1970年聘他为临时讲师，1973年他修完历史硕士，被大学聘为正式讲师，1977年获得文学博士衔，提为教授级高级讲师，培养出了近千名学生，桃李满天下。关愚谦退休后，集中精力，从事写作；自1985年起始至今，他为香港、新加坡和马来西亚几家报纸的专栏作家，每周一篇，共发表了几百万字的文章。关愚谦先生还用中、德、英、意文出版了二十六本介绍中西文化的著作，其中十本是与夫人海珮春一起合作的。
他受德国波恩大学顾彬教授的约请，联合编译了德文版《鲁迅选集》；他写的纪实文学《浪》、德文版《生活在两个天空下》，反映了一个中国知识分子丰富多彩的一生和个人的心灵成长史。长年来，一直被德国出版界评为五星级作品。他的散文随笔《欧风欧雨》，于2010年冬季由香港和北京三联书店出版。
自1988年以来，关愚谦先后受聘于四川外语学院、浙江大学、安徽合肥学院、上海同济大学客座教授。
关愚谦先生还是社会活动家，三十年来，他在霍英东基金会的支持下，在欧洲各大城市如巴黎、柏林、日内瓦、维也纳、里昂、汉堡多地，主办了中西文化学术研讨会和中国文化节等大型活动。现任欧洲华人学会理事长、德中文化交流协会会长、中国文化促进会和上海对外文化交流协会国外理事。

## 家庭
父親關錫斌（後改名“管易文”）為中共黨員、国务院参事，母親言忠芸為上海市小學教師，外祖父為清朝秀才。
有過兩段婚姻。第一段與中國女子結婚，育有一子。1977年與德籍女子海佩春結婚。

## 軼聞
鴉片戰爭中犧牲的中國將領關天培是有血緣關係之同宗長輩。

## 出版著作
- 联合编译了德文版《鲁迅选集》
- 散文随笔《欧风欧雨》
- 《浪》（又名《 浪：一個叛國者的人生傳奇》）
- 德文版《生活在两个天空下》（Mein Leben unter zwei Himmeln: Eine Lebensgeschichte zwischen Shanghai und Hamburg., Fischer Taschenbuch Verlag, Frankfurt am Main 2008, ISBN 978-3-596-17921-3.）